# 澁谷尚幸
澁谷 尚幸（しぶたに なおゆき、1955年（昭和30年） - ）は、日本の実業家、株式会社東急エージェンシー元代表取締役社長。

## 人物・経歴
1955年生まれ。1977年3月、立教大学経済学部卒業。1986年東急エージェンシー入社。主に営業部門を歩み、2003年執行役員、2006年から取締役。常務を経て、2014年から代表取締役専務取締役執行役員。2017年6月より代表取締役社長。